# Modelle
Modelle est un village du Cameroun situé dans la région du Nord-Ouest, le département du Menchum, l'arrondissement de Menchum Valley et la commune de Benakuma, à proximité de la frontière avec le Nigeria. Il est localisé à 6° 21' 47 N et 9° 51' 29 E à environ 59 km de distance de Bamenda, le chef lieu de la Région du Nord-Ouest et à 333 km de Yaoundé la capitale du Cameroun.

## Population
Lors du recensement de 2005, on y a dénombré 3 431 habitants dont 1 625 hommes et 1 806 femmes.

## Éducation
À Modelle, il y a trois écoles publiques : G.S Modelle, G.S Boudong, G.S.S Modelle et deux écoles privées P.S Modelle et C.S Modelle.

## Santé
Modelle possède un centre de santé.

## Langue
On y parle notamment le befang, une langue des Grassfields.